# Билишта
Билишта (алб. Bilishti) је град у Албанији у округу Корча у југоисточној Албанији.  Град има око 6.250 становника, континенталну климу са топлим летима и хладним зимама. Град се налази у близини северномакедонске и грчке границе .

## Географија
Билишта се налазе у општини Девол, око 30 километара источно од Корче и неколико километара западно од албанско-грчке границе у подножју најзападнијих делова планине Корбеч изнад реке Девол.

## Историја
У 17. веку турски писац Хаџи Калфа је у свом опису Румелије и Босне писао о овом граду:
„Билишта је варош, који се налази 12 дана од Цариграда. У близини су: Кесрие, Горица, Преспа, Хорпиште. Становници су Срби и Арнаути“.
Према Санстефанском мировном уговору из 1878. године, Билишта је са целом деволском области требало да уђе у границе Бугарске, али је Берлинским уговором враћена у састав Османског царства.
Током Илинденског устанка, устаници Костурије нападају Билиште, али не успевају да га заузму.
Крајем 19. века Билишта је мешовити албанско-српски град, који има и школу. Према грчкој статистици, у Билишту је живело 1.000 муслимана и 275 православних хришћана.